# Alfonso Sánchez Arteche
Alfonso Sánchez Arteche (Ciudad de México, 13 de abril de 1952 (72 años) es un poeta, cuentista, narrador, ensayista e historiador mexicano. Con más de veinte obras publicadas hasta la fecha, es considerado uno de los escritores mexiquenses contemporáneos más importantes. Actualmente labora en las instalaciones del Consejo Editorial de la Administración Pública Estatal como miembro ex officio. 

## Biografía
Radicado en Toluca desde 1954. Es egresado de la carrera de Historia, en la Facultad de Filosofía y Letras de la Universidad Nacional Autónoma de México.
Ha sido jefe del Departamento de Promoción Cultural del Ayuntamiento de Toluca, director de la Biblioteca Pública Central de la misma ciudad, jefe del Departamento Editorial de la Universidad Autónoma del Estado de México, presidente de la Unión de Escritores Mexiquenses, A.C., Jefe de información de Rumbo, así como jefe de redacción de El Noticiero  y director general de Comunicación Alterna y de Difusión del Gobierno del Estado de México. Actualmente funge como jefe del  Centro de Documentación del Museo Leopoldo Flores de la UAEM y dictaminador editorial en el Consejo Editorial Mexiquense.  Ha colaborado en Revista Universidad de México, cAmbiAvíA, Siempre!, La Colmena, Blanco Móvil, El Correo Chuán, Revista Mexicana de Comunicación, El Sol de Toluca y en los suplementos culturales, La Cultura en México, Revista Mexicana de Cultura, El búho y La Jornada Semanal. (Sánchez Arteche, A., entrevista personal, 25 de septiembre de 2009)
En 1970 obtuvo el primer lugar en el Concurso Estatal de Poesía, en 1983 la Presea Tollotzin, de periodismo cultural, y la Presea José María Cos, para articulistas de fondo. Asimismo con El plumaje del mosco, obtuvo el premio de Primer Concurso de Biografías de Personajes Ilustres del Estado de México.
En sus narraciones cortas, con el vuelo de la imaginación, retoma el tono de ciertos relatos fantásticos y/o mitológicos con una alta dosis de humor corrosivo, abordando temáticas muy diversas donde lo mismo aparecen un líder sindical que algunos personajes de la literatura hispánica hablando sobre futbol. 
En cuanto a sus ensayos, estos se han orientado básicamente a analizar la aportación de escritores como Sor Juana y Josué Mirlo o de personajes representativos del Estado de México como Isidro Fabela o Andrés Molina Enríquez, así como de la historia, la geografía y la naturaleza de dicha región.

## Contextualización Histórica
Ya decía Octavio Paz que no se puede hablar de una tradición poética concreta en México. La poesía por definición es redescubrir en las palabras sus sentidos “más secretos”. Es encontrar la forma de encontrarle el nombre a cosas viejas, de expresar la experiencia individual de cada generación. “En México y de muy diversas maneras, a lo largo del siglo XX gran parte del esfuerzo de los poetas se dirigió a la asimilación del lenguaje renovador de las vanguardias europeas, por una parte, y al descubrimiento y asimilación de realidades y tradiciones antes inexploradas: la realidad interior del hombre actual, la realidad urbana, la realidad social de un país, la tradición popular, lo indígena o lo nativo, las tradiciones orientales y heterodoxas, y finalmente el continuado reconocimiento de las tradiciones clásicas europeas, y la española de manera particular” (Millán, Ma. C, p.357). Su literatura tiene influencias de la narrativa de principios de siglo tanto nacionales como internacionales y en este sentido la poesía de Alfonso Sánchez Arteche se caracteriza por recuperar el legado histórico de sus predecesores. El trabajo de los modernistas y de los movimientos de vanguardia, en especial los Contemporáneos dentro de la poesía y la generación de Medio siglo dentro de su narrativa, influyó notablemente en su trabajo, en cuanto al tratamiento temático. Ahora bien, aunque su poesía es contemporánea y sigue la línea temática general que como se ha dicho se dio a lo largo del siglo XX, no corresponderá precisamente con los movimientos poéticos de su tiempo. En 1960 en México, La Espiga Amotinada editada por Eraclio Zepeda, Juan Buñuelos, Óscar Oliva, Jaime Augusto Shelley y Jaime Labastida (Ídem; p.369) marcaba la situación de un país convulsionado por una crisis general. Los movimientos de postguerra comenzaban a rendir frutos en todo el mundo, y la Guerra Fría se encontraba en marcha y a punto de recrudecer un año antes de que John F. Kennedy subiera a la presidencia en los Estados Unidos. En México, se creía que la literatura debía estar ligada al compromiso de una denuncia de la opresión y la injusticia y exaltar la posibilidad de un cambio social. Para 1980 se publica Asamblea de poetas jóvenes de México, que incluye 600 poetas nacidos después de 1940, representados con un poema cada uno. Estos nos da una idea de la cantidad de voces que tratan de encontrar un medio de expresión a través de la poesía. (Ídem; p. 369). De manera muy especial, se encuentra cierta influencia de la narrativa de Agustín Yáñez, en tanto la demarcación del pasado y su confrontamiento con el presente. En algunos poemas emplea la historia política o literaria del país como tema, y de manera muy particular el paisaje del Estado de México, en su vertiente urbana; así, al referirse a la ciudad de Toluca (De cierta ciudad), realiza un recorrido que comprende desde los tiempos prehispánicos hasta la actualidad.
Dentro de lo internacional, la base para sus experimentaciones temáticas, que más bien se podrían ver como un reflejo de la narrativa realista de Emile Zolá, y de algunas experimentaciones formales influidas por la vanguardia de Apollinaire y Mallarmé también tienen cabida dentro de su obra. Indudable la influencia de los autores del Boom latinoamericano, preocupados en dar a conocer su mundo, en mostrar la Latinoamérica de lo real maravilloso, donde realidad y ficción no se encuentran desempatadas.   
Referente a la obra analizada, De cierta ciudad, el mismo autor confiesa que “poco se ha escrito sobre la ciudad de Toluca, la identidad de los barrios se ha perdido” (Sánchez Arteche, A., entrevista personal, 25 de septiembre de 2009)) de lo anterior, que él decide escribir esta obra, con la firme intención de recuperar algunas tradiciones perdidas. Si bien es difícil obtener el dato exacto de los literatos que han abordado a la ciudad como su tema principal (no hay registros), Sánchez Arteche lo realiza cubriendo el largo y ancho del territorio de la ciudad. A través de sus poemas se es capaz de viajar por calles y avenidas en búsqueda de la historia, de la historia que a veces va cayendo en el olvido De cierta ciudad. 
No obstante, también pertenece a una generación de mexicanos ilustrados no precisamente por cultos sino porque todo lo que lograban aprender sobre otras épocas y civilizaciones, era gracias a los suplementos y revistas de historietas. De ahí algunos de sus textos como Los gestos de Nezahualcóyotl (2002), Las vidas ilustres y las Biografías Secretas puedan ser reflejo de esa imagen que  tuvo de otros pueblos, y hasta de él mismo, esté asociada a la historia que se le fue contada en la infancia. Desligado entonces de las grandes figuras literarias del momento e influido sólo en parte por los grandes escritores mexicanos (Juan Rulfo, Juan José Arreola, José Emilio Pacheco) su producción es local voluntariamente. Al ser la ciudad su inspiración, el día a día que poco a poco transita en ella lo inspira, lo hace preguntarse de los mercados, los barrios, la gente. Esas instantáneas que siempre se nos diluyen en las manos, pero que visionarios como él, saben construir en bellos poemas De cierta ciudad actual.

## Publicaciones
Ensayo: Don Quijote gobernador. Cuatro impresiones sobre Isidro Fabela, Gob. del Edo. de México, 1987. || Molina Enríquez: la herencia de un reformador, IMC, 1990. || Velasco íntimo y legendario, IMC, 1990. || La segunda Celestina: una comedia que no escribió Sor Juana, Presencia, Toluca, 1991. || Redes de la memoria. Artículos, conferencias y presentaciones, IMC, Cuadernos de divulgación cultural, 1995.
Poesía: Andamiaje de voces, Gob. del Edo. de México, 1976. || Retablo barroco, Gob. del Edo. de México, 1979. || Voces traicionadas, Gob. del Edo. de México, Lecturas Mínimas Núm. XXI, 1987. || Preludio al sexto sol, sones y otros poemas, La Tinta del Alcatraz/ Gob. del Edo. de México, Serie Literatura, 1993. || De cierta ciudad, TunAstral/FOECA-Estado de México, Libros de la Tribu, núm. 2, 1995.
Cuento: Fábulas, mitos y otras ficciones.
- Datos: Q5667201